# モイセス・ゴメス・ボルドナド
モイ・ゴメス (Moi Gómez) こと、モイセス・ゴメス・ボルドナド（Moisés Gómez Bordonado, 1994年6月23日 - ）は、スペイン・バレンシア州ロハレス出身のサッカー選手。CAオサスナ所属。ポジションはFWまたはMF。

## クラブ経歴
スペインのバレンシア州ロハレスにあるCDターデルのユースチームでキャリアをスタートさせ、アリカンテCFを経て2010年、ビジャレアルCFユースに移籍した。2011年11月28日、ラ・リーガのマラガCF戦にて、ジョナサン・デ・グズマンとの途中交代でトップチームデビューを飾った。
2015年7月9日、ラ・リーガのヘタフェCFに1シーズンの間レンタル移籍することが発表された。ビジャレアルへレンタルバック後の2016年7月5日、スポルティング・デ・ヒホンへの完全移籍が決定した。
2018年1月26日、セグンダ・ディビシオンで首位を走っていたSDウエスカのレンタル移籍が決まった。2017-18シーズン終了後、ウエスカのラ・リーガ昇格が確定すると、このレンタルは2018-19シーズンいっぱいまでの契約に延長された。
2019年7月18日、移籍金130万ユーロで古巣ビジャレアルへの復帰が発表された。
2022年7月28日、5年契約でCAオサスナに加入することが発表された。

## 代表経歴
スペイン代表として各年代でプレーした。

## 人物
- モイ・ゴメスがキャリアをスタートさせたCDターデル (CD Tháder)の保有するグラウンドには、彼の名前が付けられている[8]。

## タイトル
ビジャレアル
- UEFAヨーロッパリーグ：1回 （2020-21）